# Operation Greed
Operation Greed er Politiets kodenavn for et sagskompleks, hvor et netværk af firmaer og personer menes at have svindlet med moms og hvidvaskning for mere end 500 millioner kroner.